# The Way Out (film 1913)
The Way Out è un cortometraggio muto del 1913 diretto da Maurice Costello e William V. Ranous

## Produzione
Il film fu prodotto dalla Vitagraph Company of America.

## Distribuzione
Distribuito dalla General Film Company, il film - un cortometraggio in una bobina - uscì nelle sale cinematografiche statunitensi l'11 marzo 1913.